# 刘炽
刘炽（1921年3月10日—1998年10月23日），陕西西安人，中国作曲家。电影《上甘岭》主题歌《英雄颂》、插曲《我的祖国》的作曲者。他创作的歌曲还有电影《英雄儿女》插曲《英雄赞歌》，电影《祖国的花朵》插曲《让我们荡起双桨》。这些歌曲已成为中国经典歌曲。刘炽是20世纪中国最有影响力的作曲家之一。

## 生平

### 早年
刘炽1921年出生于陕西西安。9岁时，在「三仙庙」中做杂役的同时，跟随庙中乐队学习 “隋唐燕乐” 等民族音乐。

### 延安时期
1937年1月至1945年8月的8年时间里，刘炽先后在在延安抗日军政大学，红军人民剧社，延安鲁迅艺术学院及秧歌队当过学员，研究生，作曲及演员。
1937年，15岁的刘炽来到延安，被安排到红军大学（后抗日军政大学）学习。后被来到到人民剧社，开始演出生涯。18岁，他被冼星海赏识，开始师从冼星海，在延安鲁迅艺术学院学习。1940年，他从鲁迅艺术学院毕业。1946年2月，他随同所在的文工团调离延安，来到大连。

### 解放后
解放后，他先后在中央戏剧学院、中央实验歌剧院、辽宁歌剧院、中国煤矿文工团任职。